# 5295 Masayo
Az 5295 Masayo (ideiglenes jelöléssel 1991 CE) a Naprendszer kisbolygóövében található aszteroida. Mizuno Y., Furuta T. fedezte fel 1991. február 5-én.